# موستير سانت ماري
موستير سانت ماري هي بلدة فرنسية تقع في إقليم ألب البروفنس العليا في منطقة ألب كوت دازور جنوب شرق فرنسا.